# ساختمان مرحوم آیت‌الله ضیابری
ساختمان مرحوم آیت الله ضیابری مربوط به دوره قاجار است و در شهرستان صومعه‌سرا، شهر ضیابر، انتهای راسته بازار واقع شده و این اثر در تاریخ ۲۲ مرداد ۱۳۸۴ با شمارهٔ ثبت ۱۳۲۲۶ به‌عنوان یکی از آثار ملی ایران به ثبت رسیده است.